# Cairns
Cairns város Ausztrália Queensland tartományában, Brisbane-től közúton kb. 1700 km-re északnyugatra, a Korall-tenger Trinity-öble partján. Észak-Queensland regionális központja, „fővárosa”.
Mellette húzódik a Nagy Korallzátony északi része. A környék másik, a Világörökség részeként nyilvántartott természeti látványossága a Daintree esőerdő (a várostól északra). Turistaközpont, üdülőhely. Katolikus püspöki székhely.

## Demográfia
Gyorsan fejlődő város:
- 1988-ban 55 ezer lakosa volt,[1]
- 2010-ben mintegy 140 ezer;[2]

ezzel Ausztrália 16. legnépesebb települése.

## Gazdaság
Fontos tengeri és légi kikötő; átkelőhely Pápua Új-Guinea (Port Moresby) felé. Közelében ónt bányásznak, a környék partvidékén kiterjedt cukornád ültetvények húzódnak.
Fő exportcikkei: cukor, fa, trópusi gyümölcsök.

## Történelem
1876-ban alapították, hogy a Palmer-folyó – Hodgkinson-folyó vidékén elterülő aranymezőkhöz igyekvő bányászok állomása és egyúttal vámközpont legyen. Nevét William Wellington Cairnsről, Queensland akkori kormányzójáról kapta. 1923 óta város.

## Éghajlat
Éghajlata trópusi, sok csapadékkal.

## Galéria

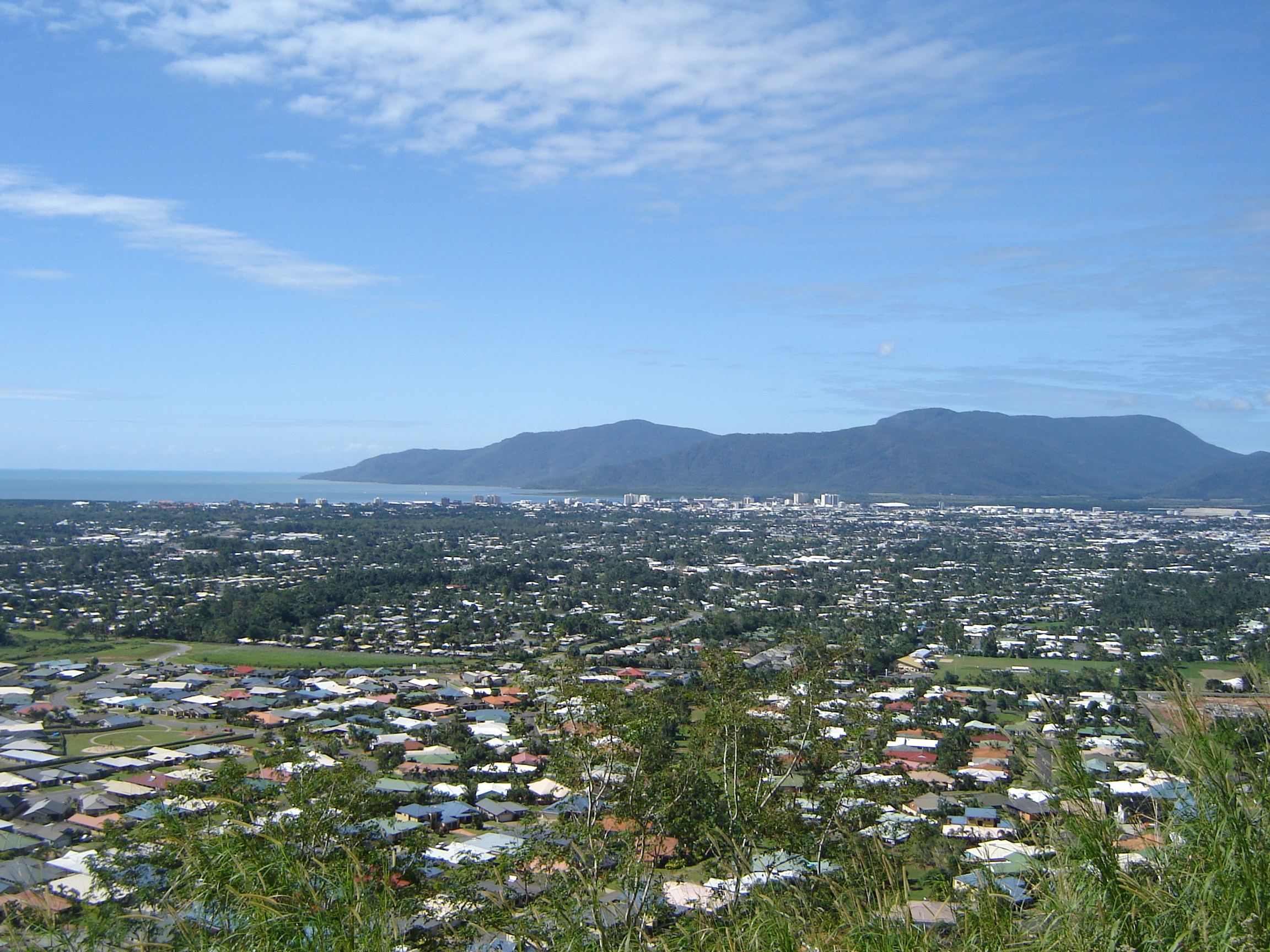
A város képe
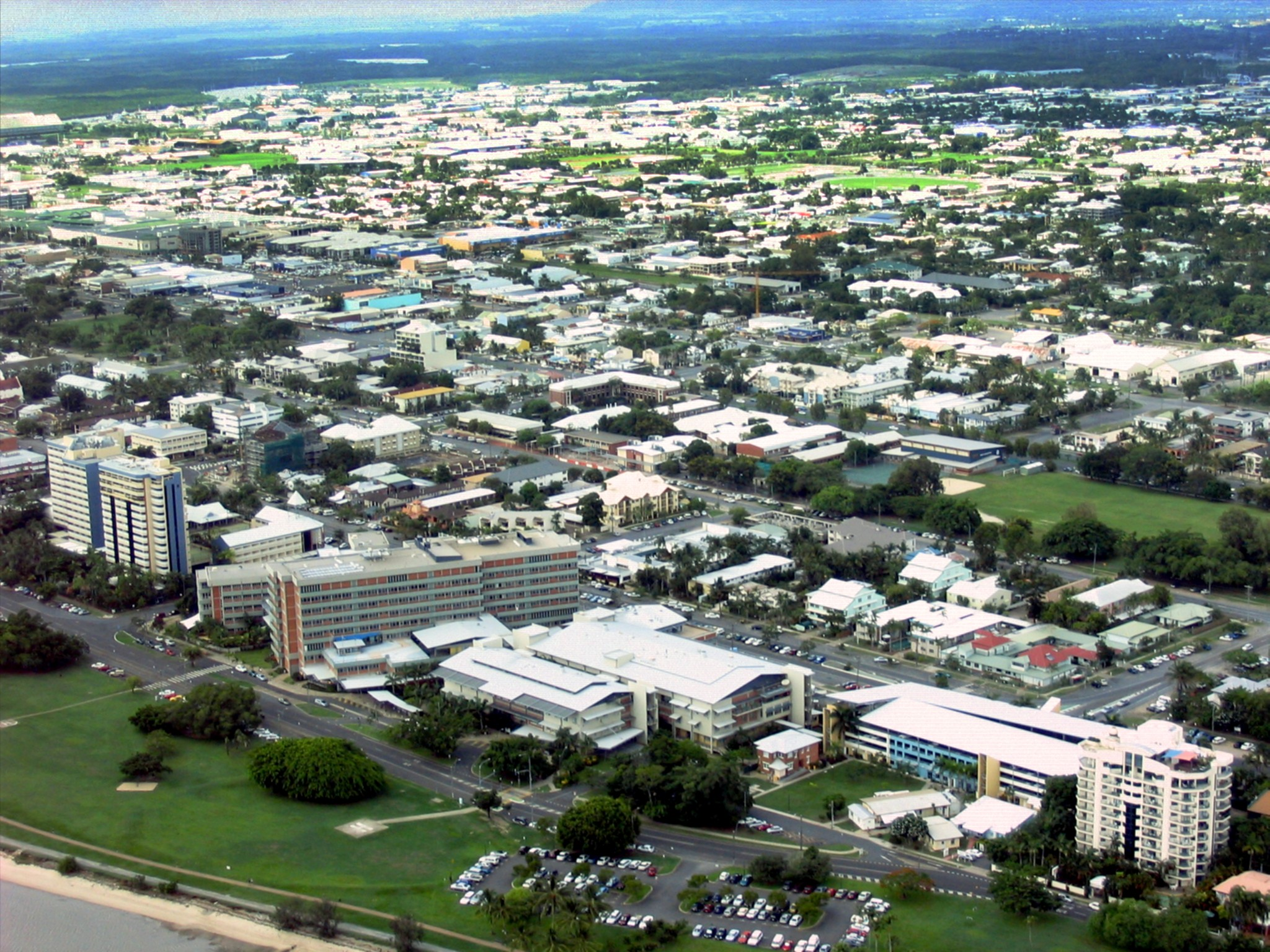
Cairns
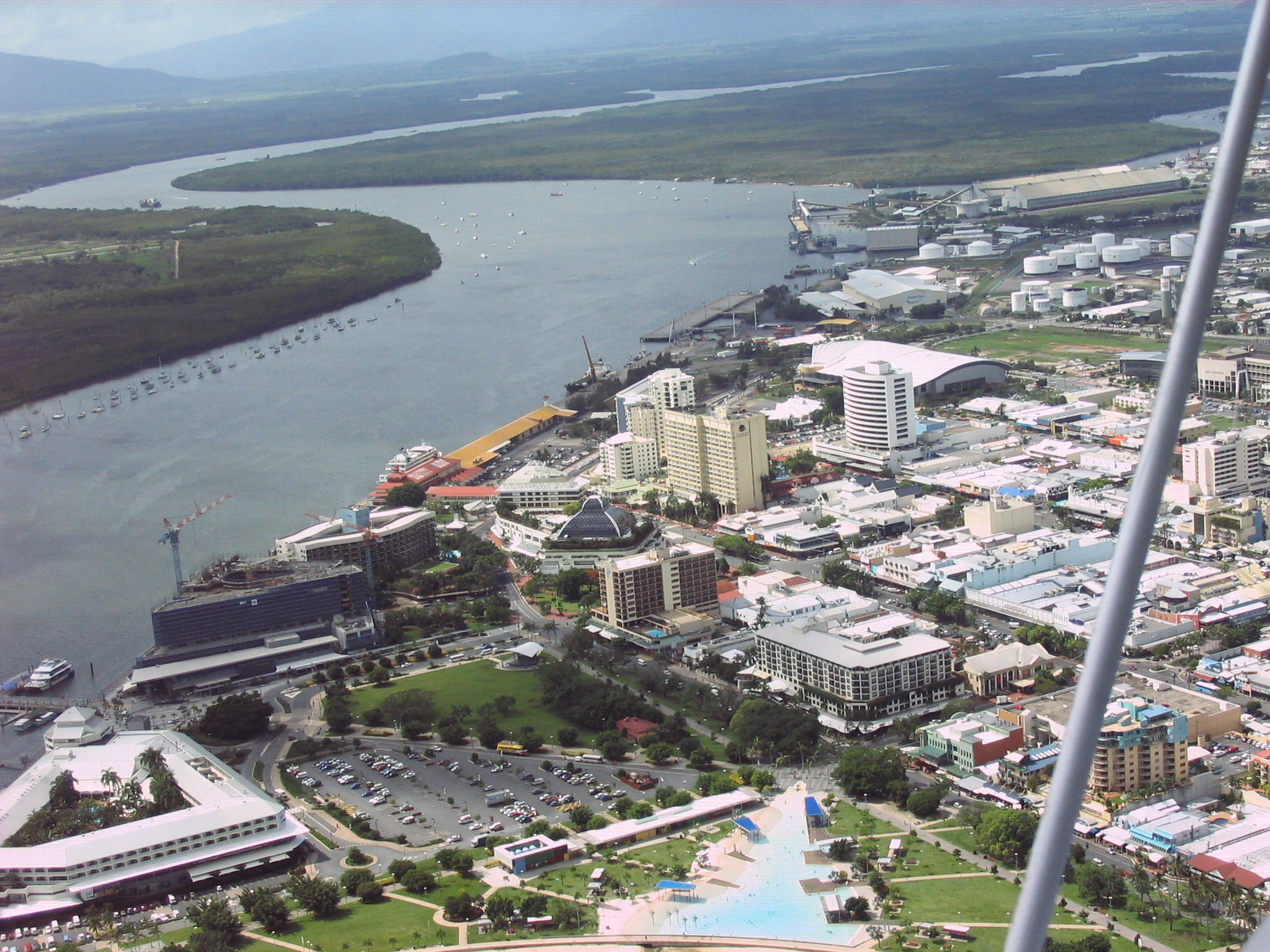
A városközpont egy része
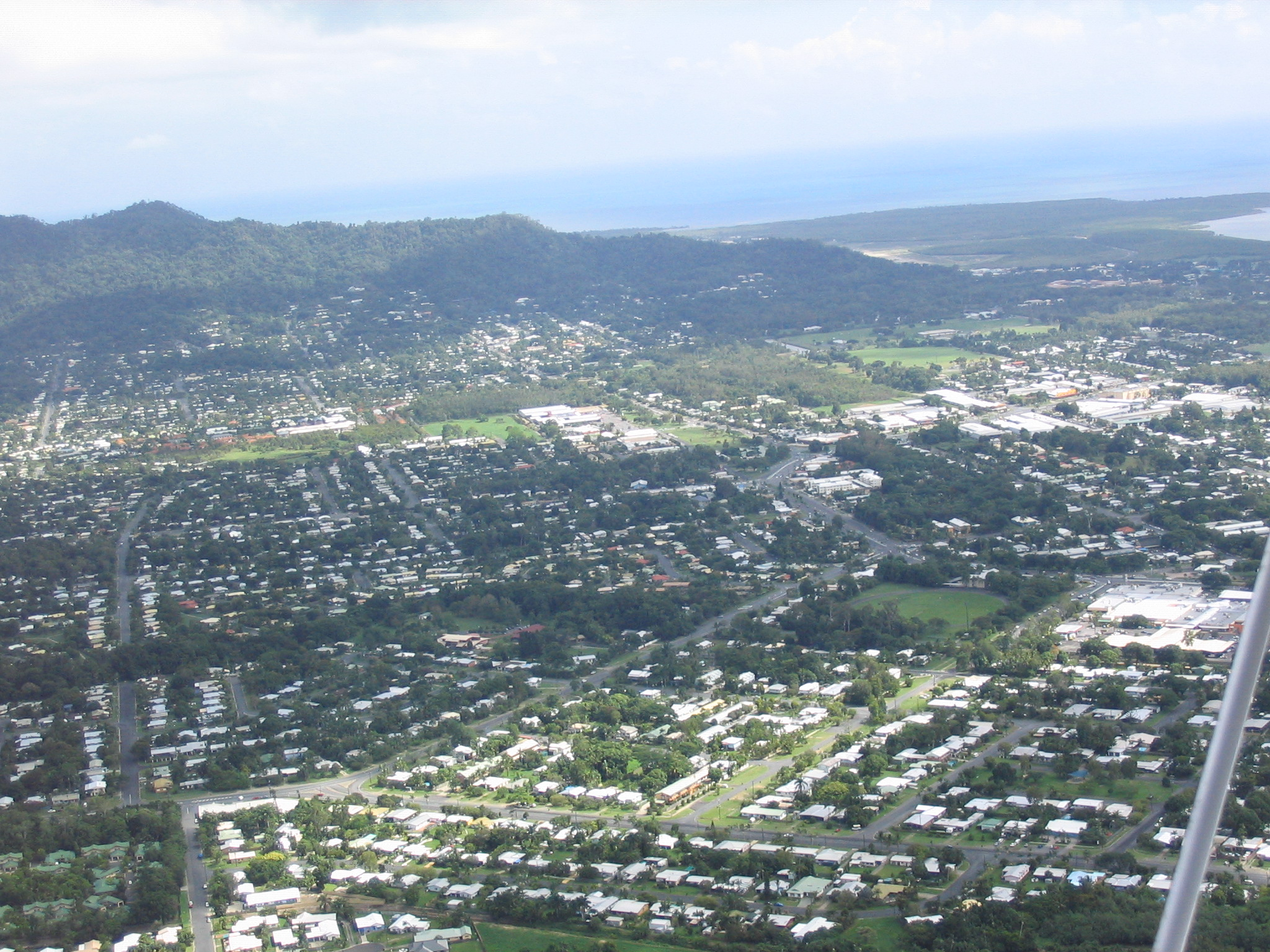
Manunda, a város nyugati széle
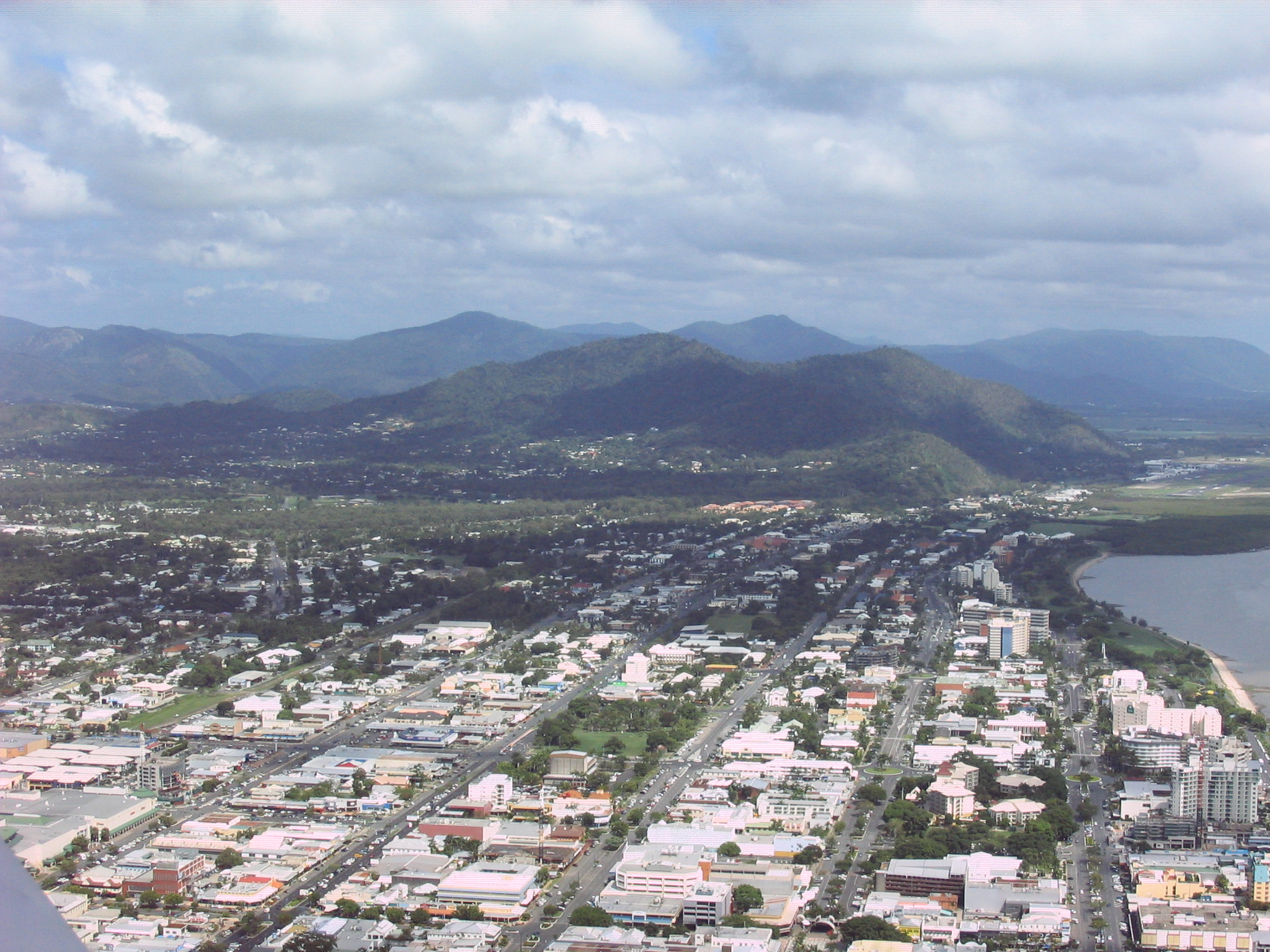
A város északi része
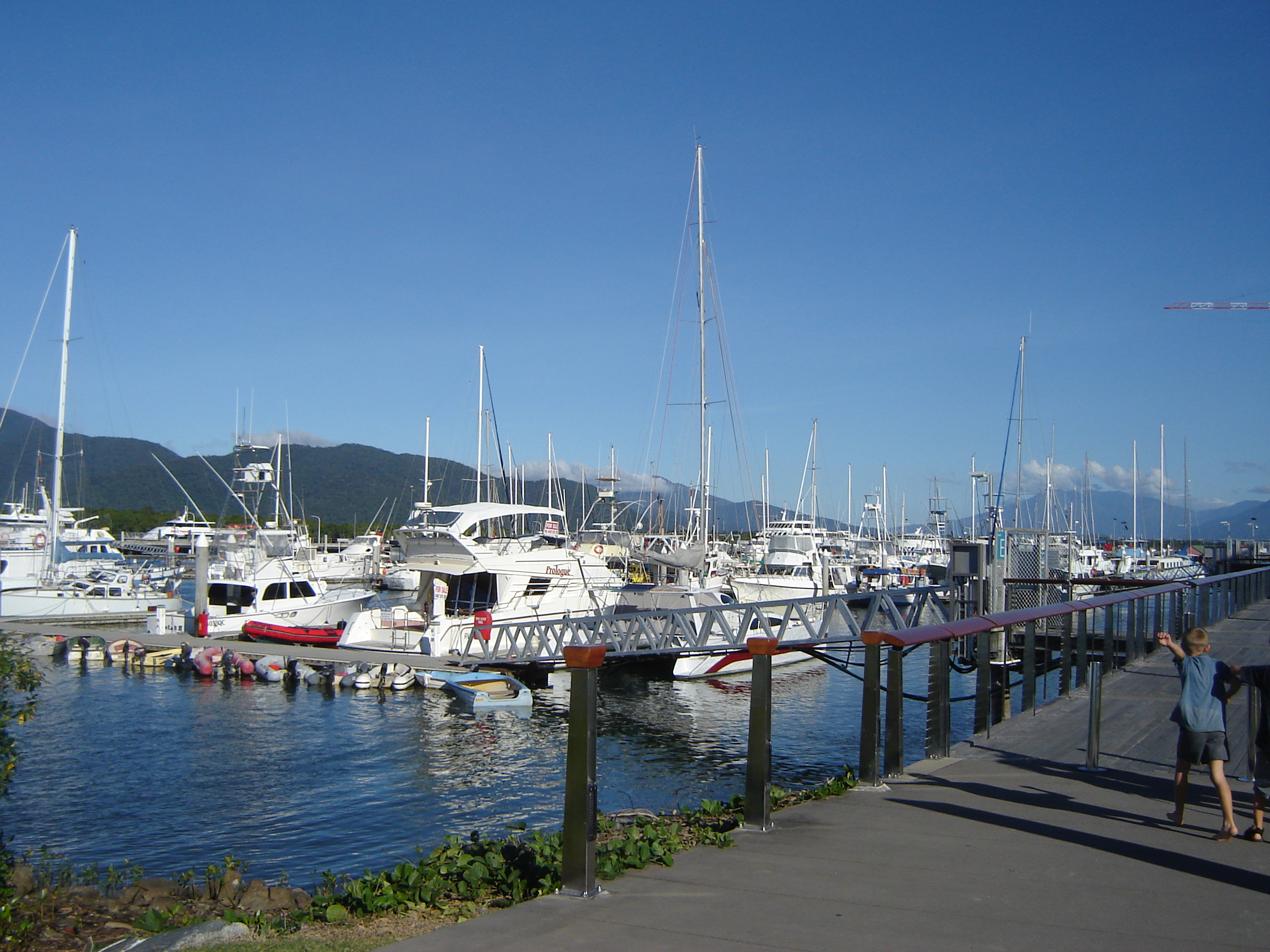
Jachtkikötő
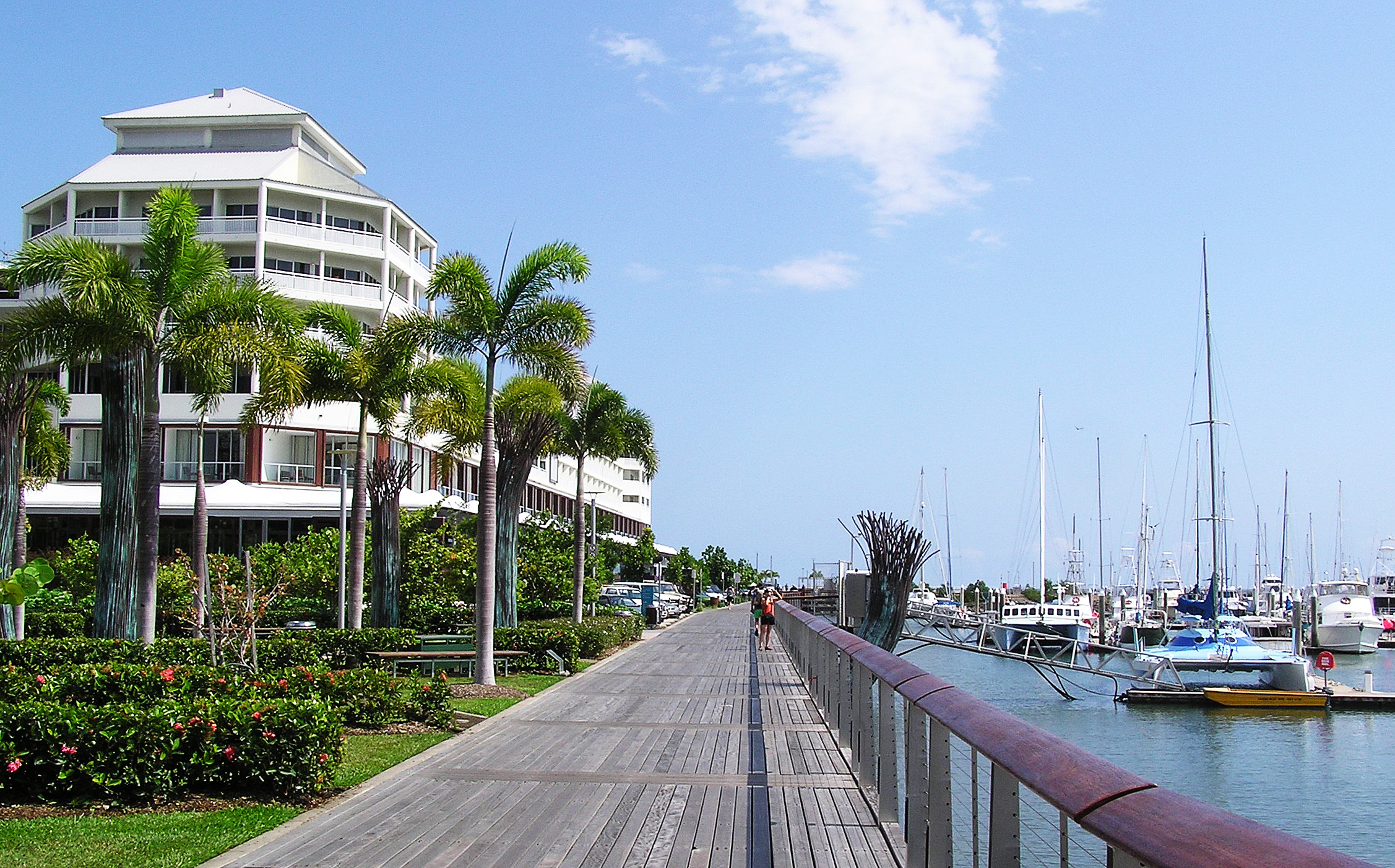
A város tengerparti sétánya, az Esplanade

## Külső hivatkozások
- Cairns.lap.hu – Linkgyűjtemény